# Cratere Dynas
Dynas è un cratere sulla superficie di Mimas.